# Sichów (stacja kolejowa)
Sichów (ukr. Сихів, ros. Сихов) – stacja kolejowa na Sichowie, we Lwowie, w obwodzie lwowskim, na Ukrainie. Leży na linii Lwów – Czerniowce.
Stacja powstała w XIX w. na linii kolei lwowsko-czerniowiecko-suczawskiej. Istniejący do dziś budynek stacyjny zbudowano w stylu galicyjskim.